# エオサイト説
エオサイト説（Eocyte hypothesis）とは、真核生物の起源に関する説の一つで、古細菌の1系統であるエオサイト（1984年当時、エオサイトはクレン古細菌しか発見されていなかった）が真核生物の祖先となったとする説のことである。その根拠はクレン古細菌のリボソームがユーリ古細菌のそれよりも真核生物のそれに類似していた事である。エオサイト説はもともと1984年にジェームス・A・レイクらが提唱した仮説であるが、2000年代中頃にゲノム解析が進むと、真核生物のゲノムのコードの特徴が古細菌の様々な門で見つかり、再度注目を集めた。
その一つがクレン古細菌に近縁なタウム古細菌こそが真核生物の起源であるとするものであり、クレン古細菌とタウム古細菌の双方を含む上門としてTACKが提唱された。このTACKが真核生物の起源とする説を「TACK説(TACK hypothesis)」という。その後熱水噴出孔のメタゲノム解析の結果として、TACKの姉妹群でより真核生物に近い上門としてアスガルド古細菌が提唱された。また、「生命の輪 (Ring of life)」も広い意味でエオサイト説の変形といえる。
- なお、現在真核生物に最も近い古細菌はクレン古細菌（=エオサイト）ではなく、アスガルド古細菌と考えられ、厳密にはエオサイト説とは言えなくなってきている。そのため二分岐説や Eocyte like hypothesis/scenarios と呼び換えることもある。ただし、2008年ごろまでは後にアスガルド古細菌と呼ばれることになるDSAG系統/MBG-B系統もクレン古細菌に含まれていたことに留意しなければならない。また、エオサイト説の提唱者であるジェームズ・レイクは、エオサイトはクレン古細菌よりももっと広い範囲（少なくともTACK以上）を指していると述べている[10]。

## 概要

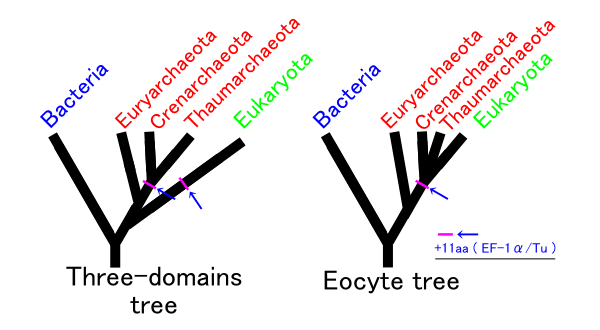
青字は真正細菌、緑字は真核生物、赤字が古細菌。左は古細菌を単系統とする説（3ドメイン系統樹）、右はエオサイト説。矢印はEF-1α/Tuに挿入が発生した地点を指す。エオサイト説の場合挿入は1回で済むが、3ドメイン系統樹の場合、2ヶ所で同じ挿入が別々に起こったと仮定しなければならない

古細菌は大きくクレン古細菌 Crenarchaeota とユーリ古細菌 Euryarchaeota の2系統に大別される。このうちクレン古細菌は、70種に満たない小さな古細菌集団で、80°Cから時には110°Cを超える高温環境、あるいは強酸環境に適応したグループである。ユーリ古細菌はメタン菌や高度好塩菌の他、超好熱性のテルモコックス属 Thermococcus、好熱好酸性のテルモプラズマ属 Thermoplasma、硫酸還元菌であるアルカエオグロブス属 Archaeoglobusなどが所属している。記載種は400種余りとそれほど多くないが、原核生物最大の9綱を擁す大きな群である。
クレン古細菌とユーリ古細菌は、通常門または界の階級が与えられ、古細菌ドメインに所属している。一方で、この2系統と真核生物の関係はよくわかっておらず、論争が続いている。よく知られた説では、クレン古細菌とユーリ古細菌が近縁であるとする3ドメイン説がある。エオサイト説は3ドメイン説と異なり、クレン古細菌と真核生物がより近縁であるとするものである。この説ではクレン古細菌のことをエオサイト。さらにエオサイトと真核生物を合わせてカリオタと呼称する。
この説は純粋に分子生物学的知見に基づくもので、具体的な真核生物誕生についての説明は比較的乏しい。このため一部の研究者が支持するだけであった。
一方で、2013年現在、前述のクレン古細菌、ユーリ古細菌以外にも古細菌にはいくつかの未培養系統が見つかっており、エオサイト説も見直しを迫られている。これらはいずれもエオサイト説が提唱された1980年代には知られていなかった。2008年に提唱されたタウム古細菌 Thaumarchaeotaを皮切りに、2015年には真核生物により近いと考えられるロキ古細菌 Lokiarchaeota が発見された。これらの系統を含めて、エオサイト説を見直す動きがある。

## 歴史

### エオサイト説（1988年）
エオサイト説がレイクらにより提唱されたのは1984年である。古細菌、特に好熱古細菌は真核生物とは何の関係もないように見える環境に生息していたが、リン・マーギュリスの連続細胞内共生説において、古細菌のThermoplasmaが真核生物の祖先になったと主張されるなど真核生物と古細菌の関係が注目されていた。
その中で、レイクらは原核生物と真核生物のリボソームの形状を詳細に比較し、好熱硫黄代謝古細菌と真核生物が近縁なことを見出し、エオサイトと名付けた。
1988年には、レイクらが5S rRNAの系統解析を独自に行い、メタン菌・高度好塩菌が真正細菌の祖先、好熱古細菌が真核生物に近縁であるという結果を得た。これが当初のエオサイト説である。しかし、リボソームの形状比較は証拠として曖昧であること、5S rRNAも情報量が少なく根拠としては弱いものであった。1990年にカール・ウーズが提唱した、3ドメイン説を覆すほどにはならなかった。
Lake (1988)による系統樹
|  | \| \| 真正細菌 \| \| \| \| \| \| 高度好塩菌 \| \| \| \| |
|  |                                                         |
|  | メタン菌                                                |
|  |                                                         |
|  | 真正細菌                                                |
|  |                                                         |
|  | 高度好塩菌                                              |
|  |                                                         |

|  | 真正細菌   |
|  |            |
|  | 高度好塩菌 |
|  |            |

|  | Eocyta（エオサイト界=好熱性古細菌） |
|  |                                     |
|  | 真核生物                            |
|  |                                     |

|  | \| \| 真正細菌 \| \| \| \| \| \| 高度好塩菌 \| \| \| \| |
|  |                                                         |
|  | メタン菌                                                |
|  |                                                         |
|  | 真正細菌                                                |
|  |                                                         |
|  | 高度好塩菌                                              |
|  |                                                         |

|  | 真正細菌   |
|  |            |
|  | 高度好塩菌 |
|  |            |

|  | Eocyta（エオサイト界=好熱性古細菌） |
|  |                                     |
|  | 真核生物                            |
|  |                                     |

### エオサイト説（1992年）
1992年、レイクとリベラはリボソームの伸長因子EF-1α（真正細菌はEF-Tuと呼称）のGTP結合ドメインを比較し、11アミノ酸残基（GEFEAGISKDG）が真核生物とクレン古細菌のみに存在することを示した。一方で、ユーリ古細菌と真正細菌はGPMPまたはGVMPであった。
これは共通祖先から真正細菌、次いでユーリ古細菌が分岐した後、真核生物とクレン古細菌の祖先の段階でEF-1に変異が生じ、11アミノ酸残基が挿入されたと考えることができる。伸長因子は巨大複合体であるリボソームを構成するタンパク質であり、遺伝子の水平伝播を極めて起こしにくい遺伝子の一つである。また、rRNAのオペロン構造がカリオタとそれ以外の生物で異なることも根拠の一つとして当時は提示されていた。
なお、1988年段階ではエオサイトに含められていたテルモコックス属 Thermococcus（超好熱菌）やテルモプラズマ属 Thermoplasma（好熱好酸菌）はEF-1の挿入配列を含まず、エオサイトから除外された。この2属は16S rRNA系統解析でも、クレン古細菌（=エオサイト）に含められず、ユーリ古細菌に含められていた。これによりエオサイトはクレン古細菌と同じ範囲を指すようになった。
EF-1の挿入配列は強力な証拠であったが、古細菌ドメインが提唱され、真核生物が古細菌全体と姉妹群になる3ドメイン説が主流になると、これと対立するエオサイト説は下火になっていった。また、水素説（メタン菌説）やネオムラ説の様に、祖先生物から真核生物への進化シナリオが具体的に述べられているわけでもなかったため、広い支持を集めることはできなかった。
Rivera & Lake (1992)による系統樹
|          | Archaebacteria（古細菌界=ユーリ古細菌）                                          |
|          |                                                                                  |
| カリオタ | \| \| Eocyta（エオサイト界=クレン古細菌） \| \| \| \| \| \| 真核生物 \| \| \| \| |
|          | \| \| Eocyta（エオサイト界=クレン古細菌） \| \| \| \| \| \| 真核生物 \| \| \| \| |
|          | Eocyta（エオサイト界=クレン古細菌）                                              |
|          |                                                                                  |
|          | 真核生物                                                                         |
|          |                                                                                  |

|  | Eocyta（エオサイト界=クレン古細菌） |
|  |                                     |
|  | 真核生物                            |
|  |                                     |

|          | Archaebacteria（古細菌界=ユーリ古細菌）                                          |
|          |                                                                                  |
| カリオタ | \| \| Eocyta（エオサイト界=クレン古細菌） \| \| \| \| \| \| 真核生物 \| \| \| \| |
|          | \| \| Eocyta（エオサイト界=クレン古細菌） \| \| \| \| \| \| 真核生物 \| \| \| \| |
|          | Eocyta（エオサイト界=クレン古細菌）                                              |
|          |                                                                                  |
|          | 真核生物                                                                         |
|          |                                                                                  |

|  | Eocyta（エオサイト界=クレン古細菌） |
|  |                                     |
|  | 真核生物                            |
|  |                                     |

#### EF-1(Tu)の挿入配列
様々な生物のEF-1(Tu)。真核生物とエオサイトとされる生物にのみ「GEFEAGISKDG」（又はその類似配列11残基）の挿入配列が存在する。
```
VVAATDGPMP-----------QTREHILLGRQVGVPYIIVFLNKCD 
Escherichia coli
（
大腸菌
/
プロテオバクテリア
）EF-Tu
VVSAADGPMP-----------QTREHILLSKNVGVPYIVVFLNKCD 
Bacillus subtilis
（
枯草菌
/
フィルミクテス
）EF-Tu
VVAATDGVMP-----------QTKEHAFLARTLGIKHIIVAINKMD 
Pyrococcus furiosus
（
ユーリ古細菌
）EF-1
VVAADDGVMP-----------QTKEHAFLAKTLGIDQLIVAINKMD 
Methanopyrus kandleri
（ユーリ古細菌）EF-1
VVAADDGVQE-----------QTQEHAVLARTFGINQIIVYINKMD 
Ca.
 
Nanoarchaeum equitans
（ナノ古細菌）EF-1
IVDAKEGVMQ-----------QTREHVYLARVFGVKNLIIAMNKMD 
Ca.
 
Parvarchaeum acidophilus
（
パラウ古細菌
）EF-1
VVSARK----GEFEAGMSTEGQTREHLLLARTMGIEQIIVAVNKMD 
Aeropyrum pernix
（
クレン古細菌
）EF-1
VLSAKE----GETDTAIAAGGQAREHAFLLKTLGVNQLIVAVNKMD 
Ca.
 
Cenarchaeum symbiosum
（
タウム古細菌
）EF-1
VVSAKS----GE---GIQA--QTIEHVFLIKTLGVNQLAVAVNKMD 
Ca.
 
Korarchaeum cryptofilum
（
コル古細菌
）EF-1
VVSAKK----GEAEVGIAPGGQTREHAYLSFVLGIRQIIVLINKMD 
Ca.
 
Caldiarchaeum subterraneum
（アイグ古細菌）EF-1
FVSAKR----GEFEAGIGPGGQTREHAFLAFTLGVNQLVVAINKMD Bathyarchaeota archaeon BA1（バチ古細菌）EF-1
VVSGKK----GEMEVGISANGQTREHAYLAQTLGVKQLVVAVNKAD 
Ca.
 
Lokiarchaeum
 sp. GC14_75（
ロキ古細菌
）EF-1
VIDSSQ----GGFEAGISKDGQTREHALLAYTLGVKQMIVAMNKMD 
Phaeodactylum tricornutum
（
フェオダクチラム珪藻
/
ストラメノパイル
）EF-1α
VVAAGQ----GEFEAGISKDGQTREHATLANTLGIKTMIICVNKMD 
Giardia lamblia
（
ランブル鞭毛虫
/
エクスカヴァータ
）EF-1α
```

参考として伸長因子EF-2(G)の配列も示す。これは共通祖先以前にEF-1(Tu)と別れた遺伝子である。
```
VYCAVGGVQP-----------QSETVWRQANKYKVPRIA-FVNKMD 
Escherichia coli
（大腸菌/プロテオバクテリア）EF-G
VLDAQSGVEP-----------QTETVWRQATTYGVPRIV-FVNKMD 
Bacillus subtilis
（枯草菌/フィルミクテス）EF-G
VVDAVEGVMP-----------QTETVVRQALREYVKPVL-FINKVD 
Pyrococcus furiosus
（ユーリ古細菌）EF-2
VVDAVEGVMT-----------QTETVIRQALEERVRPIL-FINKVD 
Aeropyrum pernix
（クレン古細菌）EF-2
VVDCAEGVCV-----------QTETVLRQALSERVIPCL-MLNKVD 
Giardia lamblia
（ランブル鞭毛虫/エクスカヴァータ）EF-2
```

## その後の展開
エオサイト説を明確に否定する証拠は出なかったが、16S rRNA系統解析や、タンパク質遺伝子を用いた系統解析でも、どちらかと言えばエオサイト説を否定する報告例が多く、エオサイト説に関する研究報告例は徐々に減少していった。2008年にはYutinらが多数のタンパク質について系統解析を行い、エオサイト説を否定する結果を報告した。
しかし、2008年後半からエオサイト説に関する報告は再び増加傾向にある。2008年末、CoxらがDNAのGC含量を考慮したモデルを使用し、多数のたんぱく質について結合系統解析を行ったところ、エオサイト説を支持する系統解析を報告し、改めてエオサイト説が注目されるようになった。
同年、FtsZを持たないクレン古細菌の細胞分裂機構について報告があり、ESCRT III（エンドソーム輸送選別複合体）と似たたんぱく質を使用することが解明された。これは動物細胞の細胞分裂最終段階でも膜切断を担うことが示されている。また、タウム古細菌が提唱されたのもこの年である。タウム古細菌は元は海洋性クレン古細菌と呼ばれていたもので、土壌や海洋に広く分布し、ほぼ全種が好気性、常温から弱い好熱性である。
2010年には新報告のアイグ古細菌（タウム古細菌に含む場合もある）から、これまでのプロテアソームに加えて、ユビキチン (Ub)、ユビキチン活性化酵素 (E1)、ユビキチン結合酵素 (E2)及びユビキチンリガーゼ (E3)のオペロンが報告された。ユビキチン-プロテアソームシステムの古細菌での報告は初である。タウム古細菌、アイグ古細菌はクレン古細菌に近縁とされている。
これ以降もクレン古細菌型アクチン（テルモプロテウス目、コル古細菌、アイグ古細菌）、チューブリン（タウム古細菌）、などの報告があり、以前から知られていた転写関連遺伝子（RpoG、Rpc34、Elf1）やリボソームタンパク質（S25e、S30e、L13e、L38e）などユーリ古細菌が持たない真核型の遺伝子がいくつか発見されている。また、クレン古細菌が持たないとされていた、ヒストンもテルモプロテウス目やタウム古細菌などは持つことが分かっている。
この中でエオサイト説の拡大版であるTACK説が発表されている（後述）。
一方で、エオサイト説の提唱者であるレイクとリベラはキメラ説とエオサイト説の折衷である「生命の輪 (Ring of life)」という説を示している。これは、エオサイトとプロテオバクテリアが融合したものが真核生物であり、生命の系統樹は根元付近で輪になるというものである。

### TACK説（2011年）
近年ではクレン古細菌のみが真核生物に特に近いと主張されることは稀である。むしろクレン古細菌に近いグループの中でもタウム古細菌やアイグ古細菌のほうがより真核生物に近いとされることも多い。また、古細菌の上位クレードの系統構造も徐々に明らかになってきており、タウム古細菌、アイグ古細菌、クレン古細菌、コル古細菌（通称TACK）が単系統になるとする説がある。TACKは細胞骨格や細胞分裂に関連する遺伝子が真核生物に比較的近く、真核生物はTACK系統に近縁、あるいはTACKの内部系統であるとするTACK説が提唱されている。
エオサイト説の提唱者であるレイクは、エオサイトをクレン古細菌ではなく真核生物の姉妹群と定義しており、2015年の論文では「エオサイト内に4つの門が発見されている。すなわちアイグ古細菌、クレン古細菌、コル古細菌、タウム古細菌」と表現している。
Guy & Thijs (2011)による系統樹
|      | ユーリ古細菌 及びほかの古細菌 |
|      | |
| TACK | \| \| タウム古細菌 \| \| \| \| \| \| アイグ古細菌 \| \| \| \| \| \| クレン古細菌 \| \| \| \| \| \| コル古細菌 \| \| \| \| \| \| 真核生物 \| \| \| \| |
|      | \| \| タウム古細菌 \| \| \| \| \| \| アイグ古細菌 \| \| \| \| \| \| クレン古細菌 \| \| \| \| \| \| コル古細菌 \| \| \| \| \| \| 真核生物 \| \| \| \| |
|      | タウム古細菌 |
|      | |
|      | アイグ古細菌 |
|      | |
|      | クレン古細菌 |
|      | |
|      | コル古細菌 |
|      | |
|      | 真核生物 |
|      | |

|  | タウム古細菌 |
|  |              |
|  | アイグ古細菌 |
|  |              |
|  | クレン古細菌 |
|  |              |
|  | コル古細菌   |
|  |              |
|  | 真核生物     |
|  |              |

|      | ユーリ古細菌 及びほかの古細菌 |
|      | |
| TACK | \| \| タウム古細菌 \| \| \| \| \| \| アイグ古細菌 \| \| \| \| \| \| クレン古細菌 \| \| \| \| \| \| コル古細菌 \| \| \| \| \| \| 真核生物 \| \| \| \| |
|      | \| \| タウム古細菌 \| \| \| \| \| \| アイグ古細菌 \| \| \| \| \| \| クレン古細菌 \| \| \| \| \| \| コル古細菌 \| \| \| \| \| \| 真核生物 \| \| \| \| |
|      | タウム古細菌 |
|      | |
|      | アイグ古細菌 |
|      | |
|      | クレン古細菌 |
|      | |
|      | コル古細菌 |
|      | |
|      | 真核生物 |
|      | |

|  | タウム古細菌 |
|  |              |
|  | アイグ古細菌 |
|  |              |
|  | クレン古細菌 |
|  |              |
|  | コル古細菌   |
|  |              |
|  | 真核生物     |
|  |              |

### ロキ古細菌（2015年）
北極海の熱水噴出口から採取されたサンプルをもとに提唱されたもの。ロキ古細菌は一切培養されていないものの、メタゲノム解析により再構築されたDNAには、食作用や小胞体制御、細胞骨格などに関連する遺伝子が多数含まれる。系統解析では真核生物の姉妹群に位置付けられ、おおよそ20億年前にロキ古細菌が真核生物の祖先となった可能性がある。
Spang et al. (2015)による系統樹
|  | ロキ古細菌 |
|  |            |
|  | 真核生物   |
|  |            |

|  | タウム古細菌 （+アイグ古細菌） |
|  |                                |
|  | クレン古細菌                   |
|  |                                |

|  | ロキ古細菌 |
|  |            |
|  | 真核生物   |
|  |            |

|  | タウム古細菌 （+アイグ古細菌） |
|  |                                |
|  | クレン古細菌                   |
|  |                                |

### アスガルド古細菌（2017年）
更に2016年から2017年にかけ、ロキ古細菌に近い古細菌ゲノムがいくつか報告された。また、ロキ古細菌のうちLoki2、Loki3は新たにヘイムダル古細菌の名が与えられた。これらを合わせたアスガルド古細菌が提唱されている。
この解析で真核生物に最も近い系統はヘイムダル古細菌で、断片的なゲノム解析からは光エネルギーを利用する能力を有する通性好気性生物とされる。
2018年にはアスガルド古細菌と真核生物を含む「真核生物形類（Eukaryomorpha）」が提唱された。2019年には、世界初のアスガルド古細菌(ロキ古細菌、Prometheoarchaeum syntrophicum MK-D1)の培養に成功し、細胞構造や生理学的特徴ならびに生命史を踏まえて、Entangle-Engulf-Endogenize (E3) model(巻き込み–飲み込み–内部で発達）モデル)という進化説が提案されている。約27億年前、シアノバクテリアの登場により地球に酸素が増えてくる大酸化イベントが始まり、アスガルド古細菌が酸素の存在する環境に進出する過程で、酸素を消費及び解毒できるミトコンドリアの祖先(アルファプロテオバクテリア)と硫酸還元菌と共生をはじめた。酸素濃度の上昇に伴い、分岐突起や小胞を使ってミトコンドリアの祖先を取り込み、より密着し徐々に一体化した。ミトコンドリアの祖先は酸素を消費し古細菌へ栄養を供給して、古細菌はアミノ酸を利用し水素を排出、硫酸還元菌は水素を利用して生育し、古細菌へ栄養を供給していた。その後、ミトコンドリアの祖先と古細菌は一体化し、古細菌本体とミトコンドリアの祖先を分ける核膜構造が決定され、始原真核細胞が誕生した。
Zaremba-Niedzwiedzka et al. (2017)による系統樹
|  | オーディン古細菌                                            |
|  |                                                             |
|  | \| \| トール古細菌 \| \| \| \| \| \| ロキ古細菌 \| \| \| \| |
|  |                                                             |
|  | トール古細菌                                                |
|  |                                                             |
|  | ロキ古細菌                                                  |
|  |                                                             |

|  | トール古細菌 |
|  |              |
|  | ロキ古細菌   |
|  |              |

|  | ヘイムダル古細菌 |
|  |                  |
|  | 真核生物         |
|  |                  |

|  | オーディン古細菌                                            |
|  |                                                             |
|  | \| \| トール古細菌 \| \| \| \| \| \| ロキ古細菌 \| \| \| \| |
|  |                                                             |
|  | トール古細菌                                                |
|  |                                                             |
|  | ロキ古細菌                                                  |
|  |                                                             |

|  | トール古細菌 |
|  |              |
|  | ロキ古細菌   |
|  |              |

|  | ヘイムダル古細菌 |
|  |                  |
|  | 真核生物         |
|  |                  |

|  | バチ古細菌                                                    |
|  |                                                               |
|  | \| \| タウム古細菌 \| \| \| \| \| \| アイグ古細菌 \| \| \| \| |
|  |                                                               |
|  | タウム古細菌                                                  |
|  |                                                               |
|  | アイグ古細菌                                                  |
|  |                                                               |

|  | タウム古細菌 |
|  |              |
|  | アイグ古細菌 |
|  |              |

|  | クレン古細菌 |
|  |              |
|  | コル古細菌   |
|  |              |

|  | バチ古細菌                                                    |
|  |                                                               |
|  | \| \| タウム古細菌 \| \| \| \| \| \| アイグ古細菌 \| \| \| \| |
|  |                                                               |
|  | タウム古細菌                                                  |
|  |                                                               |
|  | アイグ古細菌                                                  |
|  |                                                               |

|  | タウム古細菌 |
|  |              |
|  | アイグ古細菌 |
|  |              |

|  | クレン古細菌 |
|  |              |
|  | コル古細菌   |
|  |              |

|  | オーディン古細菌                                            |
|  |                                                             |
|  | \| \| トール古細菌 \| \| \| \| \| \| ロキ古細菌 \| \| \| \| |
|  |                                                             |
|  | トール古細菌                                                |
|  |                                                             |
|  | ロキ古細菌                                                  |
|  |                                                             |

|  | トール古細菌 |
|  |              |
|  | ロキ古細菌   |
|  |              |

|  | ヘイムダル古細菌 |
|  |                  |
|  | 真核生物         |
|  |                  |

|  | オーディン古細菌                                            |
|  |                                                             |
|  | \| \| トール古細菌 \| \| \| \| \| \| ロキ古細菌 \| \| \| \| |
|  |                                                             |
|  | トール古細菌                                                |
|  |                                                             |
|  | ロキ古細菌                                                  |
|  |                                                             |

|  | トール古細菌 |
|  |              |
|  | ロキ古細菌   |
|  |              |

|  | ヘイムダル古細菌 |
|  |                  |
|  | 真核生物         |
|  |                  |

|  | バチ古細菌                                                    |
|  |                                                               |
|  | \| \| タウム古細菌 \| \| \| \| \| \| アイグ古細菌 \| \| \| \| |
|  |                                                               |
|  | タウム古細菌                                                  |
|  |                                                               |
|  | アイグ古細菌                                                  |
|  |                                                               |

|  | タウム古細菌 |
|  |              |
|  | アイグ古細菌 |
|  |              |

|  | クレン古細菌 |
|  |              |
|  | コル古細菌   |
|  |              |

|  | バチ古細菌                                                    |
|  |                                                               |
|  | \| \| タウム古細菌 \| \| \| \| \| \| アイグ古細菌 \| \| \| \| |
|  |                                                               |
|  | タウム古細菌                                                  |
|  |                                                               |
|  | アイグ古細菌                                                  |
|  |                                                               |

|  | タウム古細菌 |
|  |              |
|  | アイグ古細菌 |
|  |              |

|  | クレン古細菌 |
|  |              |
|  | コル古細菌   |
|  |              |

### イグニコックス・ホスピタリス
Ignicoccus hospitalisは、2002年に発見、2007年に記載されたクレン古細菌である。直径1-4 μm（マイクロメートル）（ときに6 μm。同属のIgnicoccus sp. MEX13Aでは最大20 μm）に達する大型の古細菌で、当初、表面に"Nanoarchaeum equitans"を寄生させていることで有名になった。

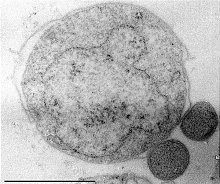
"Nanoarchaeum equitans"'に寄生された'Ignicoccus hospitalis

この古細菌の際立った特徴は、外細胞膜（アーキオールから成る脂質二重膜）と内細胞膜（テトラアーキオールも含み部分的に一重）に特徴づけられる複雑な膜構造である。また、連続細胞内共生説のThermoplasmaと同様に細胞壁を持っていない。
このような構造は、古細菌ではほかに観察されず、グラム陰性細菌の外膜と類似するように見える。しかし、通常のグラム陰性細菌のペリプラズムは僅かであるのに対し、イグニコックスの疑似ペリプラズムはるかに巨大である。ATP合成酵素の局在も全く異なり、グラム陰性細菌は内側の膜にATP合成酵素が局在しているが、イグニコックスでは外側の膜にATP合成酵素や水素-硫黄オキシドレダクターゼ複合体が局在する。これはすなわち、グラム陰性細菌と異なり疑似ペリプラズムにおいてもATPが豊富に利用可能なことを示している。
この古細菌について、2017年に超薄切片電子顕微鏡写真と電子断層撮影による3D撮影で詳細に観察された。疑似ペリプラズムの体積は、全細胞の40%程度、時には半分を超えることがあり、内部には内細胞膜から突出したフィラメントや網構造が非常に入り組んで観察される。内細胞膜は突起や陥入が存在し、ダイナミックに変動しているようである。稀に（三重の膜を持つ）小胞や、外細胞膜との接続も観察されるという。著者らは、これらの研究を通じ、古細菌-真核生物の共通祖先は、膜を曲げて小胞を形成する能力を持っていた可能性があるとしている。
ただし、Ignicoccus以外のクレン古細菌からは、このような複雑な膜系は観察されていない。また、アスガルド古細菌の細胞構造に関する報告は、蛍光染色されたヘイムダル古細菌において、細胞中心にDNAが凝集する程度しかわかっていない。